# Annandaliella travancorica
Annandaliella travancorica är en spindelart som beskrevs av Hirst 1909. Annandaliella travancorica ingår i släktet Annandaliella och familjen fågelspindlar. Inga underarter finns listade i Catalogue of Life.

## Bildgalleri

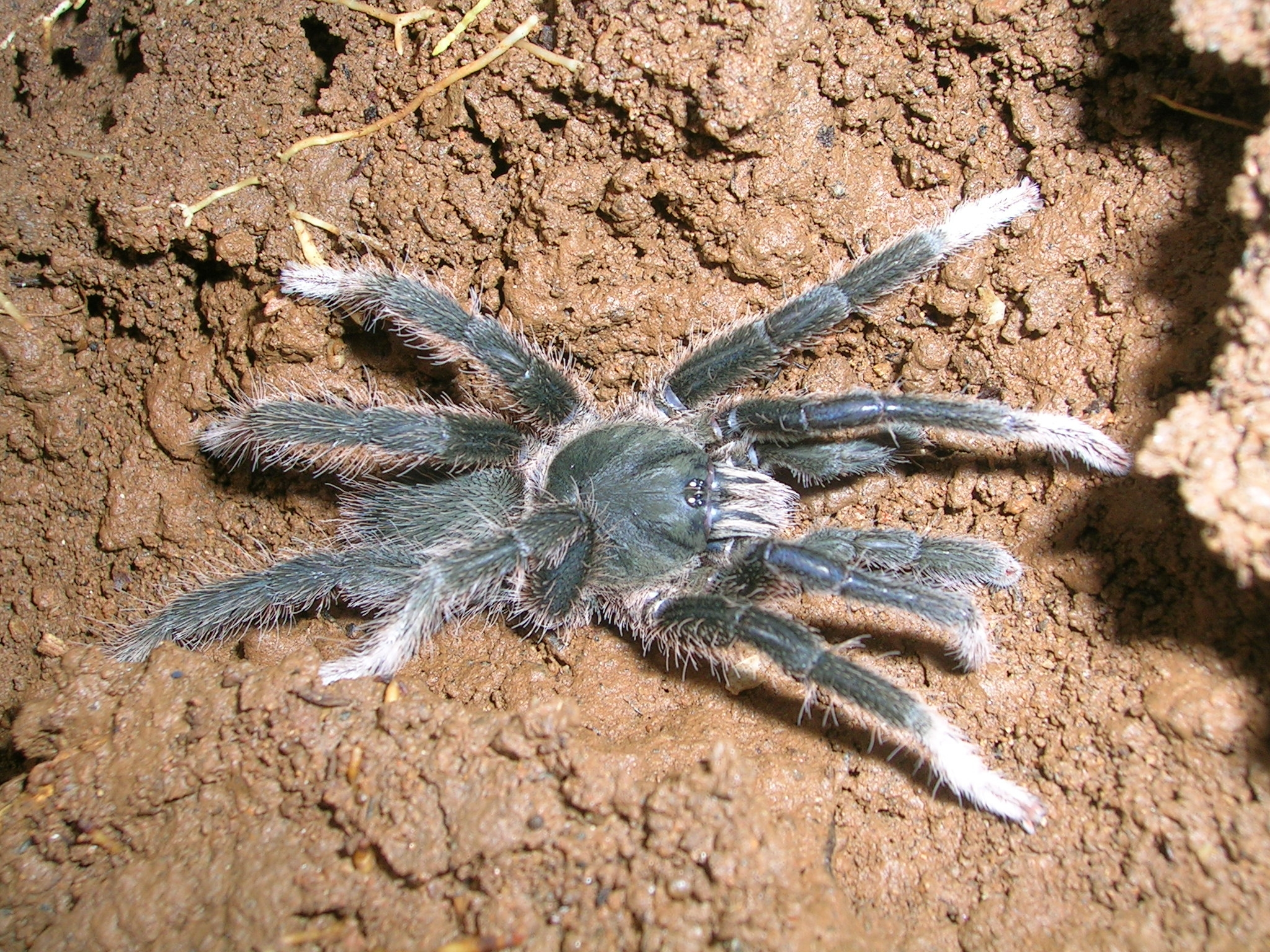
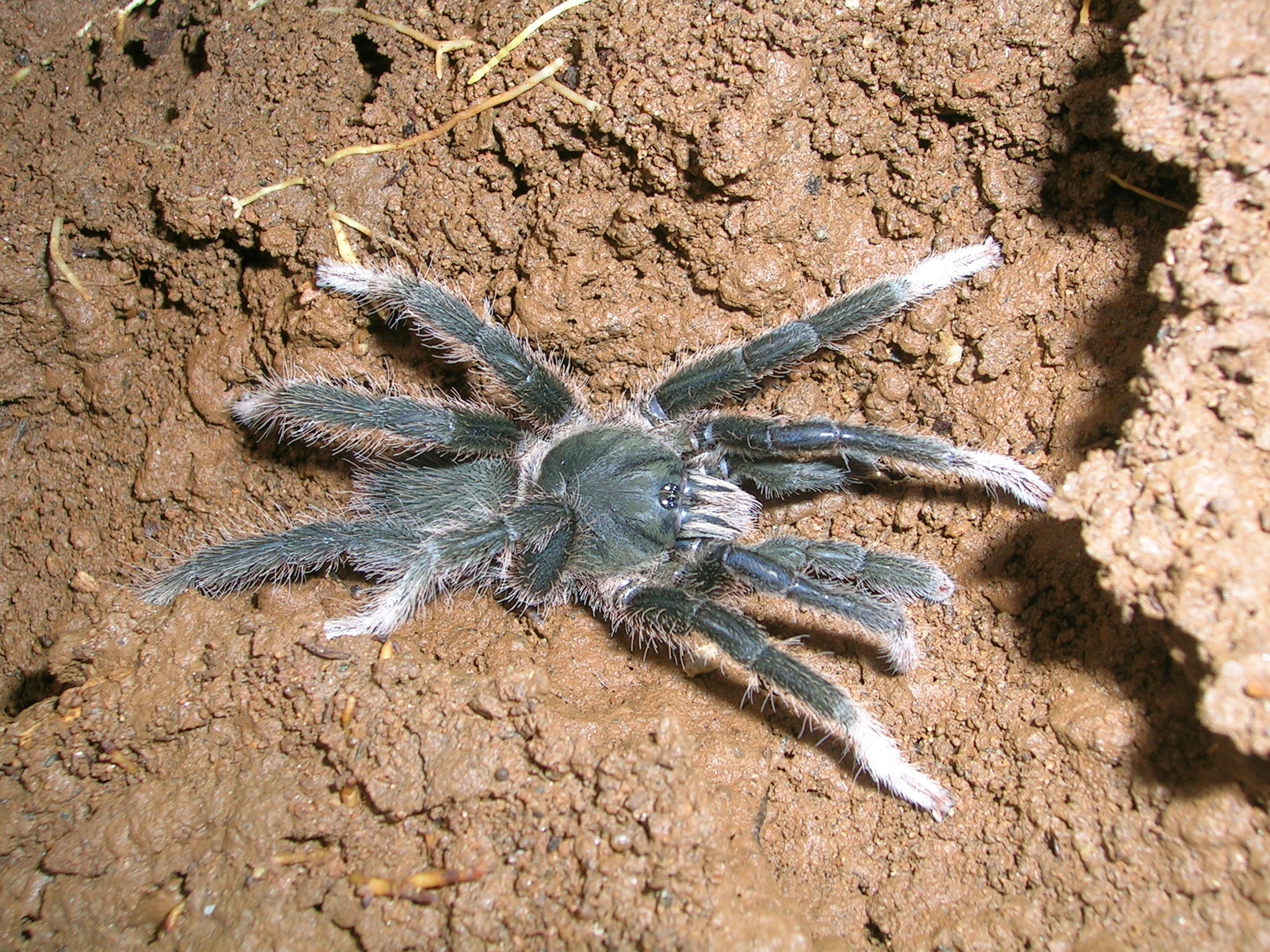